# شيخ حضور
 شیخ حضور ، قرية جبلية صغيرة تتبع لـالبلدة المركزية (بالفارسية: بخش مركزى ) من توابع مدينة بستك إحدى قرى « إقليم گودة»، وتقع في محافظة هرمزگان في جنوب إيران، ووتبعد عن مركز المدينة (بستك) 70 كيلومتراً، وتقع في الشمال الغربي لمدينة بستك.

## حدود قرية شیخ حضور
حدود شیخ حضور: من الشمال: بيسه، ومن الجنوب الطريق الرئيسي الذي يربط مدينة بستك بــ مدينة لار، ومن الغرب « فتوية »، ومن الشرق تنتهي بـقرية مردنو.

## السكان
يبلغ عدد سكان هذه القرية حسب تعداد السكان لعام 2006 للميلاد، (440) نسمه تشكل (93 عائلة)، من أهل السنة والجماعة وعلى المذهب الشافعي. يتكلون الفارسية باللهجة المحلية. لهم مدرسة مشتركة، ومجموعة من البرك لحفظ مياه الأمطار إذا سالت الأودية.

## مهنة السكان
يمتهنون بمهنة الزراعة وتربية المواشي والأغنام.

## وصلات خارجية
- التقسيمات الإدارية لمحافظة هرمزگان